# Eurycyde diacantha
Eurycyde diacantha là một loài nhện biển trong họ Ascorhynchidae. Loài này thuộc chi Eurycyde. Eurycyde diacantha được miêu tả khoa học năm 1990 bởi Stock.